# Horben
Horben là một thị xã trong huyện Breisgau-Hochschwarzwald bang Baden-Württemberg thuộc nước Đức. Đô thị Horben có diện tích 8,75 km², dân số thời điểm 31 tháng 12 năm 2020 là 1181 người.